# 톰 슈타르케
톰 페테르 슈타르케(Tom Peter Starke, 1981년 3월 18일 프라이탈 ~ )는 독일의 전 축구 선수로, 포지션은 골키퍼이다.

## 활동
바이어 04 레버쿠젠과 함부르거 SV 등에서 활동하였으며, 2010년 TSG 1899 호펜하임으로 이적하여 좋은 평가를 받았다. 이후 2012년 5월 한스외르크 부트가 FC 바이에른 뮌헨에서 은퇴하면서 그의 후임으로 다시 이적하였다.
2016-17 시즌 이후 은퇴하였지만 마누엘 노이어, 스벤 울라이히의 부상으로 현역으로 복귀하였다. UEFA 챔피언스리그 예비멤버로 등록되어 있다.
2017-18 시즌 종료 후 다시 은퇴하였다.